# Victor Kupradze
Victor Kupradze (georgià: ვიქტორ დიმიტრის ძე კუპრაძე)  (Kela, 2 de novembre de 1903 - Tbilisi, 25 d'abril de 1985) va ser un matemàtic soviètic.
Nascut en una família de modestos ferroviaris, va fer els estudia secundaris a la ciutat de Kutaissi, on va demostrar un gran talent per les matemàtiques i les ciències. Des de 1922 fins a 1927 va estudiar a la universitat estatal de Tbilisi mentre, paral·lelament, editava diverses revistes comunistes juvenils. Els cursos següents va ser assistent de Razmazde i de Muskhelixvili a la universitat, fins que el 1930 va ser enviat en missió científica a la universitat Estatal de Sant Petersburg, on va obtenir el doctorat el 1935. El 1936 va retornar a Tbilissi on, juntament amb Vèkua i Muskhelixvili, va liderar l'organització de l'Institut Matemàtic de Geòrgia. Va ser professor de la seva universitat fins al 1979 en que es va retirar, excepte el període 1941-1943 en el qual va servir en l'Exèrcit Roig durant la Segona Guerra Mundial. A més del seu treball científic va ocupar nombrosos càrrecs polítics, arribant fins i tot a ser ministre d'educació de Geòrgia (1944-1953) o president del deu Soviet Suprem (1954-1963). També va col·laborar en el restabliment de la Societat Georgiana de Matemàtiques, que va presidir des de 1962 fins a 1966.
En els seus treballs científics de mecànica i matemàtica aplicada va investigar, sobre tot, els problemes bàsics de la teoria de les equacions diferencials i integrals de la física matemàtica, interessant-se en problemes específics com els valors límits de l'equació d'oscil·lació, els problemes de difracció de l'ona magnètica, teoria de l'elasticitat, equacions integrals singulars simples i múltiples, i teoria de l'aproximació. Va publicar més d'un centenar d'obres, entre les quals hi ha cinc monografies en temes de matemàtica aplicada.